# Alexa Wolf
Alexa Wolf (née le 5 janvier 1969 à Munich, en Allemagne) est une journaliste, réalisatrice et féministe suédoise. Elle surtout connue pour la réalisation en 2000 d'un film documentaire, intitulé Shocking Truth, qui critique fortement l'industrie de la pornographie ainsi que la pornographie enfantine. Le film a été présenté en 2001 au Parlement Suédois à l'occasion d'une discussion parlementaire sur la liberté d'expression et la pornographie.

## Biographie
Wolf est aussi connue en Suède pour avoir participé à des émissions de télé et pour le rôle qu'elle recouvre dans le cadre des activités organisées par l'association suédoise Bellas vänner.